# La catedral i el basar
La Catedral i el Basar, originalment titulat The Cathedral and the Bazaar: Musings on Linux and Open Source by an Accidental Revolutionary (La catedral i el basar: reflexions sobre Linux i codi obert per un revolucionari accidental) és un assaig, i més tard un llibre, d'Eric S. Raymond sobre mètodes d'enginyeria informàtica, basat en les seves observacions dels processos de desenvolupament del kernel de Linux i la seva experiència de gestió d'un projecte de codi obert anomenat fetchmail. La publicació examina la lluita entre el disseny top-down i bottom-up. L'assaig fou presentat per primer cop al Linux Kongress del 27 de maig de 1997 a Würzburg, i va ser publicat en forma de llibre l'any 1999.
La il·lustració de la coberta del llibre és una pintura de 1913 de Liubov Popova, titulada Composició amb Figures i conservada a les col·leccions de la Galeria Tretiakov.
El llibre va ser alliberat amb Llicència de Publicació Oberta v2.0 al voltant de 1999.

## La Catedral i el Basar
L'assaig contrasta dos models diferents de desenvolupament de programari lliure:
- El model de la Catedral, on el codi font és disponible amb cada versió del programari, però el codi desenvolupat entre versions és restringit a un grup exclusiu de desenvolupadors de programari. Uns exemples d'aquest model de desenvolupament serien el cas d'Emacs i GCC.
- El model del Basar, on el codi és desenvolupat a Internet i a la vista del públic. Raymond reconeix Linus Torvalds, el líder del projecte del kernel de Linux, com l'inventor d'aquest procés. Raymond també ressegueix anècdotes de la seva pròpia implementació d'aquest model al projecte Fetchmail.

La tesi central de l'assaig és la proposició que "tot bug (error de codi) és superficial si hi ha prou ulls" (idea que Raymond anomena com la Llei de Linus): com més àmpliament disponible estigui el codi font perquè el públic hi faci proves, l'auditi i hi experimenti, qulsevol bug serà ràpidament descobert. Per contra, Raymond afirma que cal una gran quantitat de temps i energia per a localitzar bugs al model de la Catedral, perquè la versió funcional del codi només està disponible per a uns quants desenvolupadors.

## Lliçons per crear bon programari de codi obert
Raymond destil·la 19 "lliçons" apreses en diversos esforços de desenvolupament de programari, i a cadascuna hi descriu els atributs que s'associen a bones pràctiques en el desenvolupament de programari de codi obert:
1. Tot bon treball de programació comença pel neguit personal d'un desenvolupador.
2. Els bons programadors saben què escriure. Els grans programadors saben què reescriure (i reutilitzar).
3. Planifica per desfer-te d'una versió; de totes maneres ho faràs. (Copiat de The Mythical Man-Month de Frederick Brooks)
4. Si tens una bona actitud, els problemes interessants et trobaran.
5. Quan perdis interès en un programa, el teu últim deure és passar-lo a un successor competent.
6. Tractar els teus usuaris com a co-desenvolupadors és el camí menys complicat vers una millora ràpida del codi i vers una depuració eficaç.
7. Allibera aviat. Allibera sovint. I escolta als teus clients.
8. Amb un grup de beta-testers i co-desenvolupadors prou gran, gairebé cada problema serà ràpidament definit i la seva solució resultara òbvia per a algú.
9. Un model de dades ben fet i un codi estúpid funcionen millor que a l'inrevés.
10. Si tractes als teus beta-testers com si fossin el teu recurs més preuat, acabaran esdevenint el teu recurs més preuat.
11. Després de tenir bones idees cal reconèixer les bones idees dels teus usuaris. A vegades això últim és millor.
12. Sovint, les solucions més brillants i innovadores sorgeixen en adonar-te que la teva aproximació al problema era errònia.
13. La perfecció (en el disseny) s'assoleix quan no hi ha res més a afegir ni res més a eliminar. (Atribuït a Antoine de Sant-Exupéry)
14. Qualsevol eina hauria de ser útil tal com hom ho esperaria, però una gran eina proporciona usos mai imaginats.
15. Quan escriguis programari sobre gateways, pertorba el flux de dades el mínim possible i no eliminis mai cap informació a no ser que el receptor et forci a fer-ho!
16. Quan el teu llenguatge de programació és qualssevol cosa excepte un sistema Turing complet, la sintaxis que permet expressar el codi de forma més fluïda pot ser el teu amic.
17. Un sistema de seguretat és tant segur com el seu secret. Compte amb els pseudo-secrets.
18. Per solucionar un problema interessant, comença cercant un problema que et resulti interessant.
19. Considerant que el coordinador de desenvolupament té un mitjà de comunicació almenys tan bo com Internet i sap com liderar sense coaccionar, molts caps són inevitablement millors que un de sol.

## Recepció i repercussió
L'any 1998, l'assaig va rebre una empenta final per part de la Netscape Communications Corporation per alliberar el codi font del Netscape Communicator i iniciar el projecte Mozilla; fou citat per Frank Hecker i altres treballadors com una validació independent i externa dels seus arguments. El reconeixement públic de Netscape d'aquesta influència feu que Raymond fos molt conegut a la cultura hacker. Quan el llibre fou publicat per O'Reilly Media l'any 1999, aquest va esdevenir un dels primers (o el primer) llibres complets i comercialment distribuïts amb la Llicència de Publicació Oberta.
Marshall Poe, al seu assaig "The Hive", relaciona la Viquipèdia amb el moder de Basar definit per Raymond. De fet, Jimmy Wales es va inspirar en aquesta pulblicació (així com en arguments expressats en obres anteriors a l'era d'Internet, com l'article de Friedrich Hayek titulat "The Use of Knowledge in Society"), afirmant que "em va obrir els ulls a la possibilitat de col·laboració en massa".
L'any 1999, Nikolai Bezroukov va publicar dos va citar assajos crítics sobre la visió d'Eric Raymond respecte al programari de codi obert. En destaca el segon, titulat "A Second Look at The Cathedral and the Bazaar", que va propiciar una resposta força tensa per part d'Eric Raymond.